# 우시야마역
우시야마역(일본어: 牛山駅, うしやまえき)은 일본 아이치현 가스가이시에 있는 나고야 철도 고마키선의 역이다. 역 번호는 KM09이다.

## 역사
- 1931년 4월 29일: 영업 개시.
- 2000년 10월 28일: 단선 승강장 1면에서 섬식 승강장 1면 2선의 구조가 됨.
- 2011년 2월 11일: IC카드 승차권 "manaca" 공용 개시.
- 2012년 2월 29일: 트랜 패스 공용 종료.

## 역 구조
- 섬식 승강장 1면 2선의 지상역이자 무인역(항공자위대 고마키 기지 항공 축제 때는 역무원이 출장한다)이다. 역 남쪽의 건널목에서 입장한다. 승강장은 6량 편성까지 대응하고 있다.
- 개찰구: 가스가이, 헤이안도리 방향 승강장 끝에 1곳 있다.
- 자동 매표기・자동 개찰기・자동 정산기가 설치되어 있다. manaca와 TOICA가 이용 가능하다.
- 배리어 프리 설비: 승강장 블로킹, 휠체어 대응 개찰구.
- 화장실: 없음
- 기타: 벤치, 청량음료 자판기, LED식 정보 표시 장치

### 승강장
| 번호 | 노선        | 방향 | 행선                      |
| ---- | ----------- | ---- | ------------------------- |
| 1    | ■ 고마키 선 | 상행 | 고마키・이누야마 방면     |
| 2    | ■ 고마키 선 | 하행 | 가미이다・헤이안도리 방면 |

## 역 주변
우시야마 역 ~ 마나이 역 구간은 가스가이 시와 고마키시의 경계 부근을 달린다. 우시야마 역 ~ 가스가이 역 구간은 일단 고마키 시에 들어갔다가 다시 가스가이 시에 들어간다.
- 항공자위대 고마키 기지
- 고마키 가스간지 우체국
- 파나소닉 디바이스 SUNX 본사
- 메이테쓰 우시야마 변전소

## 사진

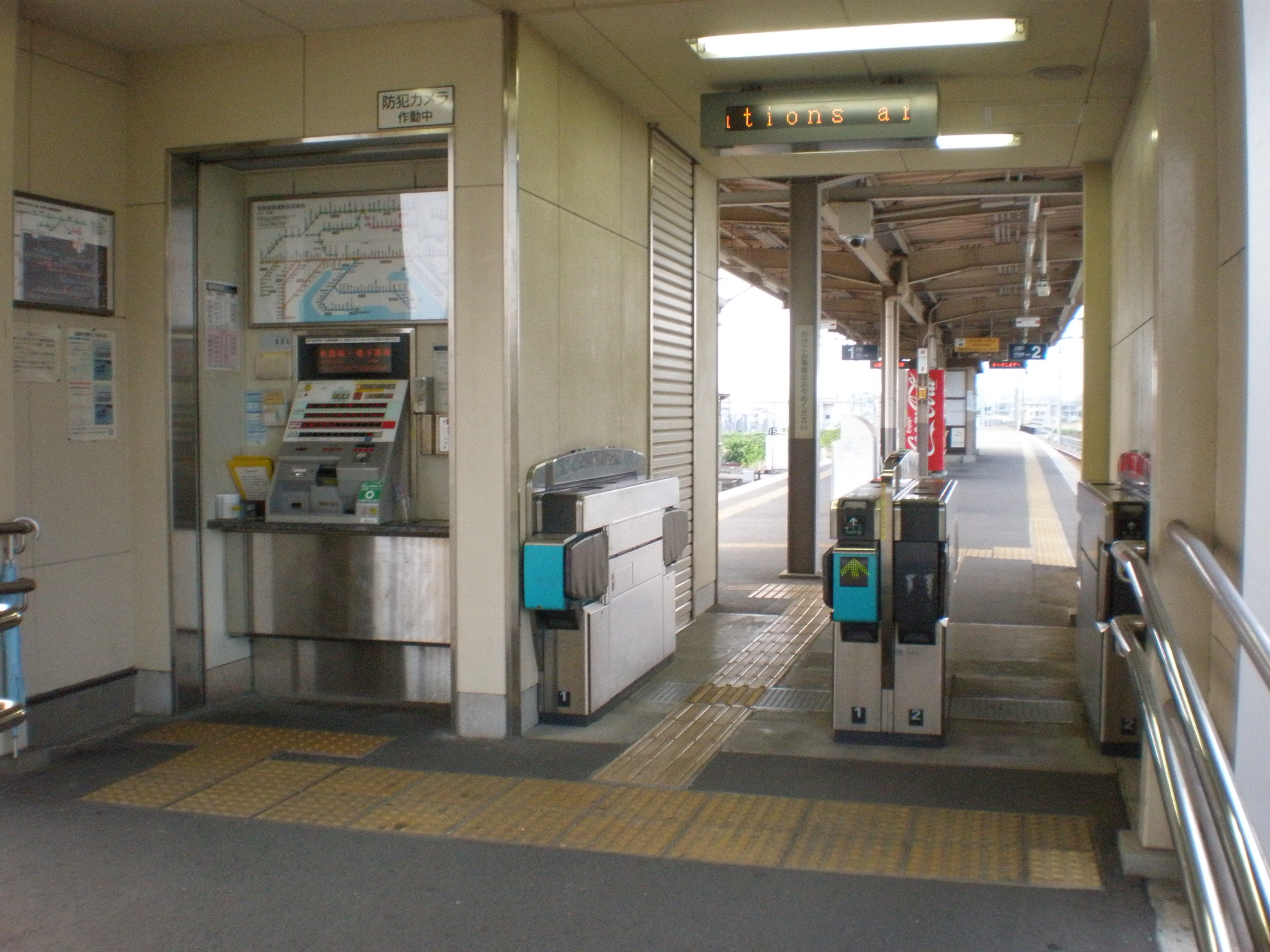
개찰구

## 인접역
| 나고야 철도 ■ 고마키선      | 나고야 철도 ■ 고마키선 | 나고야 철도 ■ 고마키선    |
| --------------------------- | ---------------------- | ------------------------- |
| KM10 가스가이 가미이다 방면 |                        | 마나이 KM08 이누야마 방면 |